# سد قرقار
سد قارقار سد في الجزائر ببلدية واد رهيو بولاية غليزان. يقع حاجزه في وادي رهيو. تقع مدينة مستغانم على بعد حوالي 60 كم غرب السد، ومدينة الشلف حوالي 30 كم شمال شرقه.
تم بناء السد بين عامي 1984 و 1988، يستخدم للري وإمدادات مياه الشرب. وبطاقة تخزن تصل إلى 450 مليون متر مكعب من المياه.

## الحاجز
الهيكل الحاجز هو سد ترابي بارتفاع 90 (أو 70) م وطول تاجه 400م. ارتفاع قمة السد 130م فوق مستوى سطح البحر. عرض السد 480م في القاعدة وفي القمة بـ10م 
يحتوي السد على منفذ سفلي ومفيض. بسعة إفراغ قصوى تبلغ 98.12 م³ / ثانية.

## الخزان
يبلغ ارتفاع الخزان مع هدف تخزين عادي 118م (كحد أقصى 129.78 متر عند ارتفاع المياه)  يمتد الخزان على مساحة حوالي 21 كيلومتر مربع ويضم 450 مليون متر مكعب من المياه. في 2004، بلغت سعة التخزين 358 مليون متر مكعب. يبلغ التدفق السنوي إلى الخزان حوالي 185 مليون متر مكعب.